# Bujoreni (Vâlcea)
Bujoreni è un comune della Romania di 4 236 abitanti, ubicato nel distretto di Vâlcea, nella regione storica dell'Oltenia. 
Il comune è formato dall'unione di 7 villaggi: Bogdănești, Bujoreni, Gura Văii, Lunca, Malu Alb, Malu Vârtop, Olteni.